# Гая Афрания
Гая (или Кая) Афрания (на латински: Gaia or Caia Afrania; † 48 пр.н.е.) e юристка в Древен Рим през 1 век пр.н.е.
Произлиза от плебейската фамилия Афрании. Тя е съпруга на сенатора Лициний Букцион (Licinius Buccio). Умира през 48 пр.н.е.